# Serbia en el Festival de la Canción de Eurovisión 2023
Serbia participará en el LXVII Festival de la Canción de Eurovisión, que se celebrará en Liverpool, Reino Unido del 9 al 13 de mayo de 2023, tras la imposibilidad de Ucrania de acoger el concurso por la victoria de Kalush Orchestra con la canción «Stefania». La Radio-Televizija Srbije (RTS) (Radiotelevisión Serbia en español), radiodifusora encargada de la participación serbia en el festival, decidió mantener el sistema de selección utilizado el año anterior, organizando nuevamente Pesma za Evroviziju '23 para elegir a su representante en el concurso eurovisivo.
El festival celebrado entre el 1 y 4 de marzo de 2023, celebró su final el 4 de marzo donde fue declarado ganador el artista Luke Black con la canción electrónica en serbio e inglés «Samo Mi Se Spava», compuesta por el mismo.

## Historia de Serbia en el Festival
Serbia es uno de los últimos países de Europa del Este que recientemente se han unido al festival, debutando en 2007 tras la disolución de Serbia y Montenegro. Serbia ha logrado vencer en una ocasión el festival, precisamente en su debut, con Marija Šerifović y la balada en serbio «Molitva». Desde entonces el país ha concursado en 14 ocasiones, siendo un país habitual dentro de la gran final, ausentándose solamente en 2009, 2013 y 2017. Sus mejores resultados son su victoria en 2007 y un tercer lugar obtenido por Željko Joksimović con «Nije ljubav stvar» en 2012.
En 2022, la ganadora del Pesma za Evroviziju Konstrakta, terminó en 5.ª posición con 312 puntos en la gran final: 225 puntos del televoto (4.ª) y 87 del jurado profesional (11.ª), con el tema «In Corpore Sano».

## Representante para Eurovisión

### Pesma za Evroviziju '23
El Pesma za Evroviziju '23 fue la 2° edición de la renovada final nacional serbia. La RTS confirmó su participación en la edición de 2023 del Festival de la Canción de Eurovisión el 25 de agosto de 2022. Una semana después, el 1 de septiembre, la RTS abrió el periodo de recepción de candidaturas hasta el 15 de noviembre, sin embargo posteriormente se extendió al 1 de diciembre de 2022, habiéndose recibido 200 candidaturas. El reglamento publicado para la convocatoria de canciones estipulaba que las canciones debían ser en alguna de las lenguas oficiales del país, así como cumplir con los requerimientos de la UER para participar en el Festival de Eurovisión. Los participantes y títulos de las canciones fueron anunciados el 9 de enero de 2023.

#### Candidaturas
| Artista                          | Canción (Traducción)                                                                 | Idioma          | Compositor(es)                                                      |
| -------------------------------- | ------------------------------------------------------------------------------------ | --------------- | ------------------------------------------------------------------- |
| Adem Mehmedović                  | «Osmeh» (Осмех) (Sonrisa)                                                            | Serbio          | Adem Mehmedović                                                     |
| Andjela                          | «Loše Procene» (Лоше процене) (Malos augurios)                                       | Serbio          | Ivan Milanov, Nemanja Antonić, Asal Ksinatović, Ana Sekulić         |
| Angellina                        | «Lanac» (Ланац) (Cadena)                                                             | Serbio          | Anđela Vujović                                                      |
| Boris Subotić                    | «Nedostupan» (Недоступан) (No disponible)                                            | Serbio          | Milenko Škarić, Nemanja Antonić, Filip Nestorović                   |
| Chegi & Braća Bluz Band          | «Svadba Ili Kavga» (Свадба или кавга) (Una boda o una pelea)                         | Serbio          | Željko Čeganjac, Dušan Čeganjac, Stefan Čeganjac, Boris Kapetanović |
| Doris Milošević                  | «Tišina» (Тишина) (Silencio)                                                         | Serbio          | Ognjan Milošević                                                    |
| Duo Grand                        | «Viva La Vida» (Viva la vida)                                                        | Serbio          | Nino Ademović, Goran Ratković Rale, Branislav Glušac                |
| Dzipsii                          | «Greh» (Грех) (Pecado)                                                               | Serbio          | Ahmed Hajdarović, Jovan Živadinović                                 |
| Eegor                            | «Starac Dana» (Старац дана) (El viejo del día)                                       | Serbio          | Igor Mišković                                                       |
| Egret                            | «Ako Shvatim Kasno» (Ако схватим касно) (Si me doy cuenta tarde)                     | Serbio          | Petar Pupić                                                         |
| Empathy Soul Project             | «Indigo» (Индиго) (Índigo)                                                           | Serbio          | Nenad Radaković                                                     |
| Filarri                          | «Posle Mene» (После мене) (Después de mí)                                            | Serbio          | Teodora Pavlovska, Miloš Janošević                                  |
| Filip Baloš                      | «Novi Plan Drugi San» (Нови план други сан) (Nuevo plan, otro sueño)                 | Serbio          | Filip Baloš                                                         |
| Filip Žmaher                     | «Čujemo Se Sutra» (Чујемо се сутра) (Te llamo mañana)                                | Serbio          | Boban Janković, Filip Tančić, Aleksandar Mastelica                  |
| Frajle                           | «Neka, Neka» (Нека, нека) (Déjalo, déjalo)                                           | Serbio          | Nataša Mihajlović, Nevena Buča                                      |
| Gift                             | «Liberta» (Либерта) (Libertad)                                                       | Serbio          | Jovan Matić                                                         |
| Hercenšlus                       | «Vremenska Zona» (Временска зона) (Huso horario)                                     | Serbio          | Boban Dževerdanović                                                 |
| Hurricane                        | «Zumi Zimi Zami» (Зуми зими зами) (Zumi Zimi Zami)                                   | Serbio          | Nemanja Antonić, Ivan Vukajlović, Snežana Antić                     |
| Igor Stanojević                  | «Iza Duge» (Иза дуге) (Al final del arcoíris)                                        | Serbio          | Vladimir Graić                                                      |
| Igor Vince & Bane Lalić          | «Zato Što Volim» (Зато што волим) (Porque amo)                                       | Serbio          | Igor Vins, Bane Lalić                                               |
| Ivona                            | «U Noćima» (У ноћима) (En la noche)                                                  | Serbio          | Ivona Pantelić                                                      |
| Jelena Vlahović                  | «Kao grom iz vedra neba» (Као гром из ведра неба) (Como un rayo caído del cielo)     | Serbio          | Aleksandar Filipović, Branko Klanšček                               |
| Luke Black                       | «Samo Mi Se Spava» (Само ми се спава) (Solo tengo sueño)                             | Serbio, Inglés  | Luke Black                                                          |
| Mattia Zanatta & Angela Kassiani | «Novi Svet» (Нови свет) (Nuevo mundo)                                                | Serbio, Inglés  | Michele Bonivento, Mattia Zanatta, Predrag Cvetković                |
| Milan Bujaković                  | «Fenomen» (Феномен) (Fenómeno)                                                       | Serbio          | Alek Aleksov, Miro Buljan, Nenad Ćeranić, Dragiša Baša              |
| Nađa                             | «Moj Prvi Ožiljak Na Duši» (Мој први ожиљк на души) (La primera cicatriz en mi alma) | Serbio          | Kristina Kovač, Tim Gosden                                          |
| Nadia                            | «Devojka Tvog Dečka» (Девојка твог дечка) (El novio de tu novia)                     | Serbio          | Konstantin Arsić, Nađa Terzić, Aleksa Vučković, Dimitrije Borčanin  |
| Princ                            | «Cvet Sa Istoka» (Цвет са Истока) (Flor del este)                                    | Serbio          | Dušan Bačić                                                         |
| Savo Perović                     | «Presidente» (Presidente)                                                            | Serbio, Español | Mahdi, Sajsi MC                                                     |
| Stefan Shy                       | «Od Jastuka Do Jastuka» (Од јастука до јастука) (De almohada en almohada)            | Serbio          | Slavko Milovanović, Ana Sekulić                                     |
| Tijana Dapčević                  | «Mamim» (Мамим) (Mamá)                                                               | Serbio          | Ana Radonjić                                                        |
| Zejna                            | «Rumba» (Румба) (Rumba)                                                              | Serbio          | Nikola Burovac, Miloš Roganović                                     |

1. ↑  Incluye una frase en inglés dentro de los coros de apoyo.
2. 1 2  Incluye una frase en inglés.

#### Semifinales

##### Semifinal 1
La semifinal 1 se emitió el 1 de marzo de 2023, presentada por Dragana Kosjerina y Milan Marić junto a Kristina Radenković y Stefan Popović en la green room desde el estudio 8 de la RTS en la capital Belgrado. 16 canciones compitieron por 8 pases a la final en una ronda de votación determinada en una combinación de un 50% para un jurado profesional y 50% para el televoto. El panel de jurado estuvo compuesto por Maja Cvetković, Ana Stanić, Vojislav Aralica, Filip Bulatović y Zoran Lesendrić.
| N.º | Artista                          | Canción                    | Jurado | Jurado | Televoto | Televoto | Lugar | Puntos |
| N.º | Artista                          | Canción                    | Votos  | Puntos | Votos    | Puntos   | Lugar | Puntos |
| --- | -------------------------------- | -------------------------- | ------ | ------ | -------- | -------- | ----- | ------ |
| 1   | Mattia Zanatta & Angela Kassiani | «Novi Svet»                | 34     | 7      | 742      | 0        | 9     | 7      |
| 2   | Adem Mehmedović                  | «Osmeh»                    | 10     | 1      | 445      | 0        | 15    | 1      |
| 3   | Nađa                             | «Moj Prvi Ožiljak Na Duši» | 48     | 10     | 3,178    | 7        | 1     | 17     |
| 4   | Tijana Dapčević                  | «Mamim»                    | 24     | 6      | 471      | 0        | 10    | 6      |
| 5   | Princ                            | «Cvet Sa Istoka»           | 7      | 0      | 5,911    | 12       | 3     | 12     |
| 6   | Filip Baloš                      | «Novi Plan Drugi San»      | 21     | 5      | 2,712    | 6        | 4     | 11     |
| 7   | Filip Žmaher                     | «Čujemo Se Sutra»          | 4      | 0      | 830      | 0        | 16    | 0      |
| 8   | Luke Black                       | «Samo Mi Se Spava»         | 11     | 2      | 4,388    | 8        | 6     | 10     |
| 9   | Angellina                        | «Lanac»                    | 11     | 3      | 1,004    | 0        | 12    | 3      |
| 10  | Empathy Soul Project             | «Indigo»                   | 38     | 8      | 794      | 0        | 7     | 8      |
| 11  | Stefan Shy                       | «Od Jastuka Do Jastuka»    | 58     | 12     | 1,893    | 4        | 2     | 16     |
| 12  | Hercenšlus                       | «Vremenska Zona»           | 0      | 0      | 1,402    | 2        | 13    | 2      |
| 13  | Savo Perović                     | «Presidente»               | 0      | 0      | 1,145    | 1        | 14    | 1      |
| 14  | Igor Stanojević                  | «Iza Duge»                 | 8      | 0      | 2,598    | 5        | 11    | 5      |
| 15  | Boris Subotić                    | «Nedostupan»               | 16     | 4      | 1,527    | 3        | 8     | 7      |
| 16  | Chegi & Braća Bluz Band          | «Svadba Ili Kavga»         | 0      | 0      | 4,389    | 10       | 5     | 10     |

| N.º | Artista                          | Canción                    | M. Cvetković | A. Stanić | V. Aralica | F. Bulatović | Z. Lesendrić | Total | Puntos |
| --- | -------------------------------- | -------------------------- | ------------ | --------- | ---------- | ------------ | ------------ | ----- | ------ |
| 1   | Mattia Zanatta & Angela Kassiani | «Novi Svet»                | 7            | 8         | 7          | 6            | 6            | 34    | 7      |
| 2   | Adem Mehmedović                  | «Osmeh»                    | 2            | 0         | 2          | 4            | 2            | 10    | 1      |
| 3   | Nađa                             | «Moj Prvi Ožiljak Na Duši» | 8            | 10        | 10         | 10           | 10           | 48    | 10     |
| 4   | Tijana Dapčević                  | «Mamim»                    | 3            | 4         | 6          | 7            | 4            | 24    | 6      |
| 5   | Princ                            | «Cvet Sa Istoka»           | 1            | 0         | 1          | 5            | 0            | 7     | 0      |
| 6   | Filip Baloš                      | «Novi Plan Drugi San»      | 5            | 5         | 4          | 0            | 7            | 21    | 5      |
| 7   | Filip Žmaher                     | «Čujemo Se Sutra»          | 0            | 1         | 0          | 2            | 1            | 4     | 0      |
| 8   | Luke Black                       | «Samo Mi Se Spava»         | 6            | 2         | 3          | 0            | 0            | 11    | 2      |
| 9   | Angellina                        | «Lanac»                    | 0            | 3         | 0          | 8            | 0            | 11    | 3      |
| 10  | Empathy Soul Project             | «Indigo»                   | 12           | 7         | 8          | 3            | 8            | 38    | 8      |
| 11  | Stefan Shy                       | «Od Jastuka Do Jastuka»    | 10           | 12        | 12         | 12           | 12           | 58    | 12     |
| 12  | Hercenšlus                       | «Vremenska Zona»           | 0            | 0         | 0          | 0            | 0            | 0     | 0      |
| 13  | Savo Perović                     | «Presidente»               | 0            | 0         | 0          | 0            | 0            | 0     | 0      |
| 14  | Igor Stanojević                  | «Iza Duge»                 | 4            | 0         | 0          | 1            | 3            | 8     | 0      |
| 15  | Boris Subotić                    | «Nedostupan»               | 0            | 6         | 5          | 0            | 5            | 16    | 4      |
| 16  | Chegi & Braća Bluz Band          | «Svadba Ili Kavga»         | 0            | 0         | 0          | 0            | 0            | 0     | 0      |

##### Semifinal 2
La semifinal 2 se emitió el 2 de marzo de 2023, presentada por Dragana Kosjerina y Milan Marić junto a Kristina Radenković y Stefan Popović en la green room desde los estudios de la RTS en la capital Belgrado. 16 canciones compitieron por 8 pases a la final en una ronda de votación determinada en una combinación de un 50% para un jurado profesional y 50% para el televoto. Debido a problemas técnicos, Nadia repitió su actuación después de todas las presentaciones. El panel de jurado estuvo compuesto por Maja Cvetković, Ana Stanić, Vojislav Aralica, Filip Bulatović y Zoran Lesendrić.
| N.º | Artista                 | Canción                  | Jurado | Jurado | Televoto | Televoto | Lugar | Puntos |
| N.º | Artista                 | Canción                  | Votos  | Puntos | Votos    | Puntos   | Lugar | Puntos |
| --- | ----------------------- | ------------------------ | ------ | ------ | -------- | -------- | ----- | ------ |
| 1   | Hurricane               | «Zumi Zimi Zami»         | 27     | 6      | 1,607    | 3        | 6     | 9      |
| 2   | Nadia                   | «Devojka Tvog Dečka»     | 26     | 5      | 3,020    | 12       | 2     | 17     |
| 3   | Filarri                 | «Posle Mene»             | 28     | 7      | 1,779    | 5        | 4     | 12     |
| 4   | Zejna                   | «Rumba»                  | 43     | 10     | 1,754    | 4        | 3     | 14     |
| 5   | Frajle                  | «Neka, Neka»             | 22     | 3      | 2,125    | 7        | 5     | 10     |
| 6   | Igor Vince & Bane Lalić | «Zato Što Volim»         | 6      | 1      | 504      | 0        | 13    | 1      |
| 7   | Egret                   | «Ako Shvatim Kasno»      | 37     | 8      | 1,011    | 0        | 9     | 8      |
| 8   | Dzipsii                 | «Greh»                   | 58     | 12     | 2,887    | 10       | 1     | 22     |
| 9   | Eegor                   | «Starac Dana»            | 23     | 4      | 1,091    | 0        | 10    | 4      |
| 10  | Jelena Vlahović         | «Kao grom iz vedra neba» | 0      | 0      | 1,138    | 1        | 12    | 1      |
| 11  | Ivona                   | «U Noćima»               | 2      | 0      | 781      | 0        | 14    | 0      |
| 12  | Gift                    | «Liberta»                | 18     | 2      | 1,849    | 6        | 8     | 8      |
| 13  | Milan Bujaković         | «Fenomen»                | 0      | 0      | 1,600    | 2        | 11    | 2      |
| 14  | Duo Grand               | «Viva La Vida»           | 0      | 0      | 2,164    | 8        | 7     | 8      |
| 15  | Anđela                  | «Loše Procene»           | 0      | 0      | 956      | 0        | 14    | 0      |
| 16  | Doris Milošević         | «Tišina»                 | 0      | 0      | 703      | 0        | 14    | 0      |

| N.º | Artista                 | Canción                  | M. Cvetković | A. Stanić | V. Aralica | F. Bulatović | Z. Lesendrić | Total | Puntos |
| --- | ----------------------- | ------------------------ | ------------ | --------- | ---------- | ------------ | ------------ | ----- | ------ |
| 1   | Hurricane               | «Zumi Zimi Zami»         | 2            | 4         | 6          | 7            | 8            | 27    | 6      |
| 2   | Nadia                   | «Devojka Tvog Dečka»     | 5            | 5         | 8          | 4            | 4            | 26    | 5      |
| 3   | Filarri                 | «Posle Mene»             | 8            | 2         | 3          | 8            | 7            | 28    | 7      |
| 4   | Zejna                   | «Rumba»                  | 6            | 10        | 5          | 12           | 10           | 43    | 10     |
| 5   | Frajle                  | «Neka, Neka»             | 4            | 3         | 7          | 3            | 5            | 22    | 3      |
| 6   | Igor Vince & Bane Lalić | «Zato Što Volim»         | 1            | 0         | 1          | 2            | 2            | 6     | 1      |
| 7   | Egret                   | «Ako Shvatim Kasno»      | 7            | 8         | 10         | 6            | 6            | 37    | 8      |
| 8   | Dzipsii                 | «Greh»                   | 12           | 12        | 12         | 10           | 12           | 58    | 12     |
| 9   | Eegor                   | «Starac Dana»            | 10           | 6         | 2          | 5            | 0            | 23    | 4      |
| 10  | Jelena Vlahović         | «Kao grom iz vedra neba» | 0            | 0         | 0          | 0            | 0            | 0     | 0      |
| 11  | Ivona                   | «U Noćima»               | 0            | 1         | 0          | 0            | 1            | 2     | 0      |
| 12  | Gift                    | «Liberta»                | 3            | 7         | 4          | 1            | 3            | 18    | 2      |
| 13  | Milan Bujaković         | «Fenomen»                | 0            | 0         | 0          | 0            | 0            | 0     | 0      |
| 14  | Duo Grand               | «Viva La Vida»           | 0            | 0         | 0          | 0            | 0            | 0     | 0      |
| 15  | Anđela                  | «Loše Procene»           | 0            | 0         | 0          | 0            | 0            | 0     | 0      |
| 16  | Doris Milošević         | «Tišina»                 | 0            | 0         | 0          | 0            | 0            | 0     | 0      |

#### Final
La final se emitió el 4 de marzo de 2023, presentada por Dragana Kosjerina y Milan Marić junto a Kristina Radenković y Stefan Popović en la green room desde los estudios de la RTS en la capital Belgrado. Las 16 canciones ganadoras de las semifinales compitieron en una ronda de votación determinada en una combinación de un 50% para un jurado profesional y 50% para el televoto. El panel de jurado estuvo compuesto por Lena Kovačević, Dragan Đorđević, Nevena Božović, Slobodan Veljković Coby y Aleksandar Lokner. Tras las votaciones, Luke Black fue declarado ganador con el tema electrónico «Samo Mi Se Spava» tras quedar segundo en la votación del jurado y el televoto, reuniendo 20 puntos. El favorito del televoto, Princ se posicionó segundo con 18 puntos mientras la favorita del jurado, Nađa se posicionó tercera con 18 puntos.
De esta forma, Luke Black se convirtió en el 15° representante serbio en el concurso eurovisivo.
| N.º | Artista                 | Canción                    | Jurado | Jurado | Televoto | Televoto | Lugar | Puntos |
| N.º | Artista                 | Canción                    | Votos  | Puntos | Votos    | Puntos   | Lugar | Puntos |
| --- | ----------------------- | -------------------------- | ------ | ------ | -------- | -------- | ----- | ------ |
| 1   | Stefan Shy              | «Od Jastuka Do Jastuka»    | 32     | 7      | 6,131    | 4        | 6     | 11     |
| 2   | Boris Subotić           | «Nedostupan»               | 7      | 0      | 2,204    | 0        | 13    | 0      |
| 3   | Nadia                   | «Devojka Tvog Dečka»       | 8      | 2      | 4,424    | 2        | 8     | 4      |
| 4   | Duo Grand               | «Viva La Vida»             | 4      | 0      | 3,005    | 0        | 13    | 0      |
| 5   | Nađa                    | «Moj Prvi Ožiljak Na Duši» | 52     | 12     | 8,111    | 6        | 3     | 18     |
| 6   | Frajle                  | «Neka, Neka»               | 3      | 0      | 3,715    | 0        | 13    | 0      |
| 7   | Hurricane               | «Zumi Zimi Zami»           | 0      | 0      | 3,874    | 1        | 12    | 1      |
| 8   | Chegi & Braća Bluz Band | «Svadba Ili Kavga»         | 2      | 0      | 5,144    | 3        | 10    | 3      |
| 9   | Dzipsii                 | «Greh»                     | 25     | 5      | 11,582   | 8        | 5     | 13     |
| 10  | Luke Black              | «Samo Mi Se Spava»         | 49     | 10     | 20,070   | 10       | 1     | 20     |
| 11  | Filip Baloš             | «Novi Plan Drugi San»      | 41     | 8      | 8,529    | 7        | 4     | 15     |
| 12  | Princ                   | «Cvet Sa Istoka»           | 31     | 6      | 20,398   | 12       | 2     | 18     |
| 13  | Filarri                 | «Posle Mene»               | 0      | 0      | 2,414    | 0        | 13    | 0      |
| 14  | Gift                    | «Liberta»                  | 17     | 4      | 3,155    | 0        | 9     | 4      |
| 15  | Empathy Soul Project    | «Indigo»                   | 12     | 3      | 2,170    | 0        | 11    | 3      |
| 16  | Zejna                   | «Rumba»                    | 7      | 1      | 7,195    | 5        | 7     | 6      |

| N.º | Artista                 | Canción                    | L. Kovačević | D. Đorđević | N. Božović | S. Veljković | A. Lokner | Total | Puntos |
| --- | ----------------------- | -------------------------- | ------------ | ----------- | ---------- | ------------ | --------- | ----- | ------ |
| 1   | Stefan Shy              | «Od Jastuka Do Jastuka»    | 7            | 8           | 10         | 0            | 7         | 32    | 7      |
| 2   | Boris Subotić           | «Nedostupan»               | 1            | 0           | 3          | 3            | 0         | 7     | 0      |
| 3   | Nadia                   | «Devojka Tvog Dečka»       | 0            | 1           | 2          | 4            | 1         | 8     | 2      |
| 4   | Duo Grand               | «Viva La Vida»             | 0            | 0           | 4          | 0            | 0         | 4     | 0      |
| 5   | Nađa                    | «Moj Prvi Ožiljak Na Duši» | 10           | 10          | 8          | 12           | 12        | 52    | 12     |
| 6   | Frajle                  | «Neka, Neka»               | 0            | 0           | 1          | 0            | 2         | 3     | 0      |
| 7   | Hurricane               | «Zumi Zimi Zami»           | 0            | 0           | 0          | 0            | 0         | 0     | 0      |
| 8   | Chegi & Braća Bluz Band | «Svadba Ili Kavga»         | 0            | 2           | 0          | 0            | 0         | 2     | 0      |
| 9   | Dzipsii                 | «Greh»                     | 5            | 3           | 5          | 6            | 6         | 25    | 5      |
| 10  | Luke Black              | «Samo Mi Se Spava»         | 12           | 12          | 7          | 8            | 10        | 49    | 10     |
| 11  | Filip Baloš             | «Novi Plan Drugi San»      | 8            | 6           | 12         | 7            | 8         | 41    | 8      |
| 12  | Princ                   | «Cvet Sa Istoka»           | 4            | 7           | 6          | 10           | 4         | 31    | 6      |
| 13  | Filarri                 | «Posle Mene»               | 0            | 0           | 0          | 0            | 0         | 0     | 0      |
| 14  | Gift                    | «Liberta»                  | 6            | 5           | 0          | 1            | 5         | 17    | 4      |
| 15  | Empathy Soul Project    | «Indigo»                   | 3            | 4           | 0          | 2            | 3         | 12    | 3      |
| 16  | Zejna                   | «Rumba»                    | 2            | 0           | 0          | 5            | 0         | 7     | 1      |

## En Eurovisión
De acuerdo a las reglas del festival, todos los concursantes deben iniciar desde las semifinales, a excepción del anfitrión (en este caso, Reino Unido), el ganador del año anterior, Ucrania y el Big Five compuesto por Alemania, España, Francia, Italia y el propio Reino Unido. En el sorteo realizado el 31 de enero de 2023, Serbia fue sorteada en la primera semifinal del festival. En este mismo sorteo, se determinó que participaría en la primera mitad de la semifinal (posiciones 1-7). Semanas después, ya conocidos los artistas y sus respectivas canciones participantes, la producción del programa dio a conocer el orden de actuación, determinando que el país participaría en la tercera posición, después de Malta y precediendo a Letonia.
Los comentarios para Serbia en la transmisión por televisión corrieron por 14.ª ocasión por Duška Vučinić.

### Semifinal 1
Luke Black tomó parte de los ensayos los días 30 de abril y 3 de mayo así como de los ensayos generales con vestuario de la primera semifinal los días 8 y 9 de mayo. Serbia se presentó en la posición 3, después de Malta y antes de Letonia.
Al final del show, Serbia fue anunciada como uno de los 10 países finalistas.

### Final
Durante un sorteo previo a la rueda de prensa de los ganadores de la primera semifinal, se decidió en que mitad participaría cada finalista. Serbia fue sorteada para participar en la primera mitad de la final (posiciones 1-13).